# Aplothorax
Aplothorax burchelli es una especie de coleóptero adéfago de la familia Carabidae, es el único miembro del género monotípico Aplothorax. Es endémico de la isla de Santa Elena en el Atlántico sur. Algunos lo incluyen dentro del género Calosoma por análisis filogenético.